# Automolis tenera
Automolis tenera är en fjärilsart som beskrevs av Sergius G. Kiriakoff 1973. Automolis tenera ingår i släktet Automolis och familjen björnspinnare. Inga underarter finns listade i Catalogue of Life.